# University Press of Kentucky
Die University Press of Kentucky (UKP) ist ein US-amerikanischer Universitätsverlag aus Lexington, Kentucky. Er hatte seinen Ursprung an der University of Kentucky und wurde 1969 als Nachfolger der dortigen University of Kentucky Press gegründet. Unterstützt wird der Verlag durch die Thomas D. Clark Foundation, benannt nach dem Historiker Thomas D. Clark.
Derzeit repräsentiert der Verlag dreizehn staatliche und private Hochschulen in Kentucky (Bellarmine University, Berea College, Centre College of Kentucky, Eastern Kentucky University, Georgetown College, Kentucky State University, Morehead State University, Murray State University, Northern Kentucky University, Transylvania University, University of Kentucky, University of Louisville und Western Kentucky University) und zwei Geschichtsvereine (Kentucky Historical Society und The Filson Historical Society).
Der Schwerpunkt des Programms liegt in den Humanities und den Sozialwissenschaften, wobei insbesondere Publikationen aus den Bereichen Film- und Militärwissenschaften überregionale Bedeutung erreichten. Bekannte Schriftsteller des Bundesstaates sind hier Autoren (u. a. Harriet Arnow, Janice Holt Giles, John Fox, Jr., James Still und Jesse Stuart), auch regionale Spezialthemen haben im Verlag ihren Platz. Weiterhin verantwortet die University Press of Kentucky zwei Enzyklopädien (Kentucky, Louisville) und einen Atlas (Kentucky) sowie die Reihen Kentucky Nature Series und Kentucky Bicentennial Bookshelf aus den 1970er Jahren.
Die University Press of Kentucky ist Mitglied der Association of American University Presses.